# Mussig
Mussig je občina v departmaju Bas-Rhin francoske regije Alzacija.
Leta 1990 je v občini živelo 1 014 oseb oz. 86 oseb/km².